# Wadi Araba
Il Wadi ʿAraba o Arava (in arabo وادي عربه‎?, traslitterato Wādī ʻAraba; in ebraico הָעֲרָבָה ossia Ha-Aravà) è un uadi che si estende per 166 km tra il Mar Morto a nord e il golfo di Aqaba (o golfo di Eilat) a sud, segnando il confine fra lo Stato di Israele a ovest e la Giordania a est. Questa valle di origine fluviale fa parte dell'estrema sezione settentrionale della struttura tettonica della Rift Valley.

## Storia
Nel periodo neolitico fino alla prima parte dell'età del bronzo, la regione del Wadi Araba era meno arida, più popolata ed un centro per l'estrazione del rame. L'area più fertile del wadi si trovava nella zona centro-orientale presso l'attuale villaggio di al-Risha, nelle cui vicinanze - durante il periodo nabateo/romano - venivano estratti granati e pietra calcarea. Si è supposto che nella regione fossero localizzate le miniere di rame del re Salomone citate nella Bibbia, ma non ci sono evidenze archeologiche di attività estrattive e di lavorazione del rame nel periodo storico corrispondente. Almeno dall'XI secolo a.C. fino alle guerre giudaiche, la regione a sud del Mar Morto che comprende il wadi e il deserto del Negev era la patria degli Edomiti, una popolazione di lingua semitica citata anche nel racconto biblico. Il 26 ottobre 1994, a nord di Eilat sul confine giordano, fu firmato il trattato di pace israelo-giordano.

## Geografia
Topograficamente, la valle è divisa in tre parti. Dal golfo di Aqaba il terreno gradualmente sale di quota verso nord raggiungendo, dopo 77 km, un'altitudine di 230 m s.l.m. Da questa altitudine alla linea di displuvio tra il bacino idrografico del Mar Morto e quello del Mar Rosso, il terreno gradualmente si abbassa fino a 15 km a sud del Mar Morto. Da lì, il Wadi ʿAraba scende rapidamente di quota fino a raggiungere il lago che si trova a 422 m sotto il livello del mare, la depressione più profonda della superficie emersa (e libera da ghiacci) della Terra.
Il Wadi Araba è una regione estremamente arida e calda e, conseguentemente, molto poco popolata. Sul versante giordano gli insediamenti sono praticamente assenti, mentre su quello israeliano sono limitati ad alcuni kibbutz. Il più vecchio kibbutz del wadi ʿAraba è Yotvata, fondato nel 1957 e che ha ricevuto questo nome dal più antico centro urbano del wadi citato sulla Bibbia. Il kibbutz Lotan - uno dei più recenti - è un centro noto per birdwatching.
La valle presenta diverse attrattive archeologiche, geologiche e naturalistiche come il parco nazionale israeliano della Valle di Timna, di particolare interesse per i suoi reperti preistorici e che ospita, oltre alle miniere di rame, tra le più antiche del pianeta (IV millennio a.C.), alcune suggestive formazioni naturali arenacee chiamate "colonne di re Salomone". Sul versante giordano si trova il Wadi Rum, in parte filmato nella pellicola cinematografica Lawrence d'Arabia di David Lean.